# 평안동 (안양시)
평안동(坪案洞)은 경기도 안양시 동안구의 행정동이다.

## 개요
평안동은 평촌신도시의 교통, 교육, 공원의 중심지역으로 중앙공원 등이 입지한 쾌적한 환경지역이며 병원, 전철역등 생활편의시설 등이 인접한 지역으로 10개의 아파트 단지로 조성되어 있는 주거지역이다. GS 파워(주), 소각장 등 에너지 집단시설과 한림대학교 성심병원이 있다.
- 1973년 7월 1일 안양시 관양동
- 1989년 5월 1일 동안출장소에 편제
- 1992년 10월 1일 안양시 동안구에 편제
- 1993년 1월 15일 안양시 동안구 평안동

## 법정동
- 평촌동

## 교육
- 동안초등학교
- 평촌초등학교
- 평촌중학교
- 동안고등학교